# Ronald Reagan Building

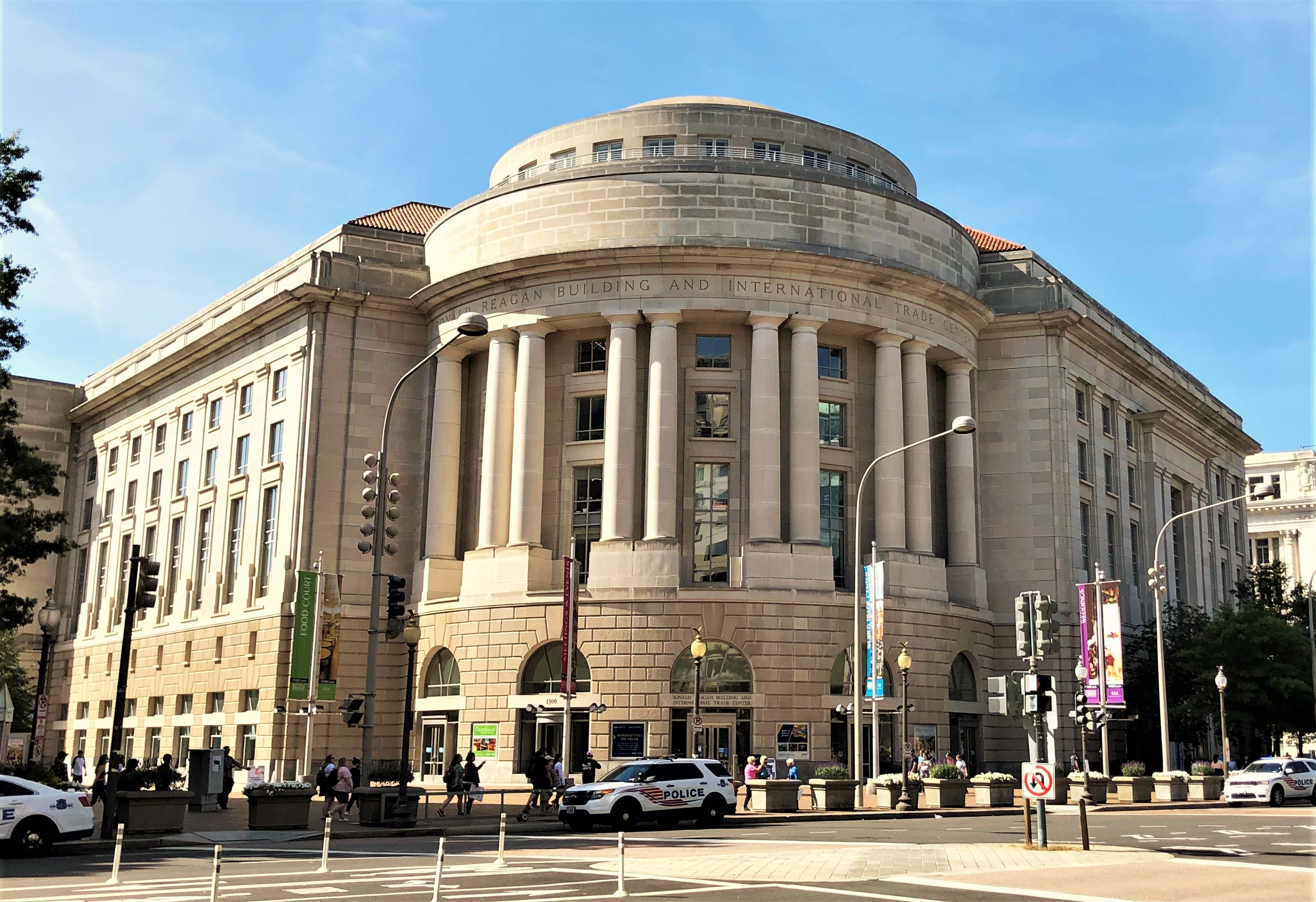

Le Ronald Reagan Building and International Trade Center, nommé d'après l'ancien président américain Ronald Reagan, est un bâtiment fédéral situé sur Pennsylvania Avenue dans le triangle fédéral à Washington.

## Histoire
C'est le premier bâtiment fédéral à Washington conçu pour un usage gouvernemental et privé. Toutes les organisations abritées dans ce bâtiment sont dédiées au commerce international et à la globalisation. Parmi les organisations qui y ont leur siège, se trouvent l'Agence des États-Unis pour le développement international (US Aid), le Service des douanes et de la protection des frontières et le Woodrow Wilson International Center for Scholars. La première location à une firme privée fut signée avec une banque d'investissement, la Quarterdeck Investment Partners, Inc. (en). L'immeuble abrite des conférences, des salons commerciaux, des événements culturels et des concerts de plein air, cependant les mesures de sécurité qui ont suivi les attentats du 11 septembre 2001 pour les bâtiments fédéraux ont limité les accès publics et privés aux bâtiments prévus initialement par ces concepteurs.
Le lieu était connu au début du XXe siècle sous le surnom de plague spot car il abritait de nombreux saloons et maisons closes. Terrain fédéral depuis les années 1920, le site avant la construction du bâtiment en 1996, était utilisé comme parking. Le bâtiment a été dessiné par James Ingo Freed (du cabinet d'architectes Pei Cobb Freed & Partners) et Ellerbe Becket. Il est situé en face de l'Oscar Straus Memorial (en).
Au moment de sa construction, le Ronald Reagan Building était le plus cher bâtiment fédéral jamais construit avec un coût de 768 millions de dollars. Il est le second plus grand bâtiment fédéral après le Pentagone. Son nom fut controversé, car Ronald Reagan était considéré comme le champion d'un gouvernement et État réduits (small government) et cet immeuble était vu par certains comme un exemple de gaspillage fédéral. Le centre de conférence abrite plus de 1 200 événements chaque année, dont plusieurs galas de charité. Possédant le plus grand garage de Washington, un centre d'informations, et une station de métro, l'immeuble est visité par plus d'un million de touristes chaque année. La série de concerts pendant l'été tenue sur la Woodrow Wilson Plaza et les nombreuses possibilités de restauration attirent beaucoup de monde à l'heure du déjeuner.

## Photos

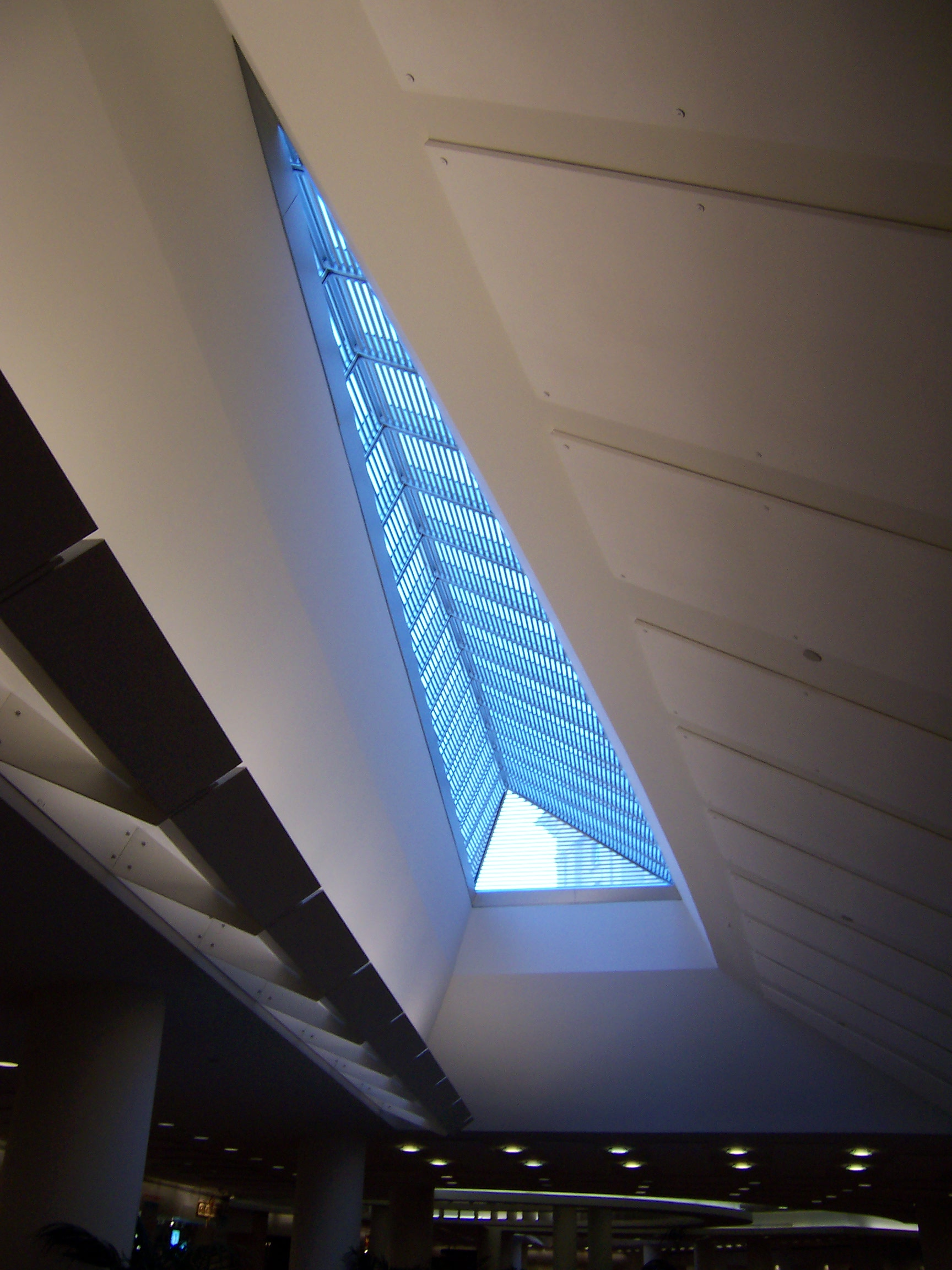
Verrière dans la partie commune
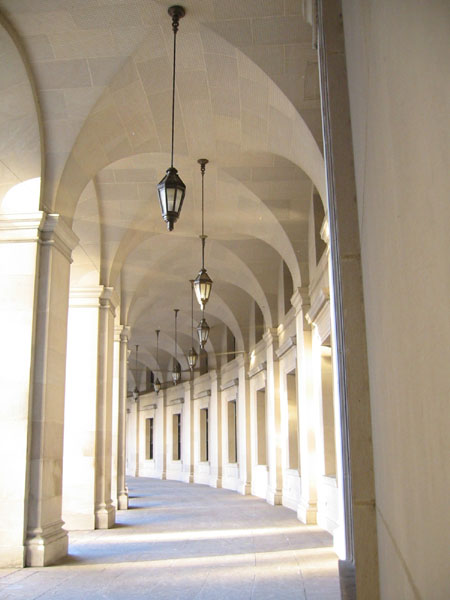
Arches extérieures
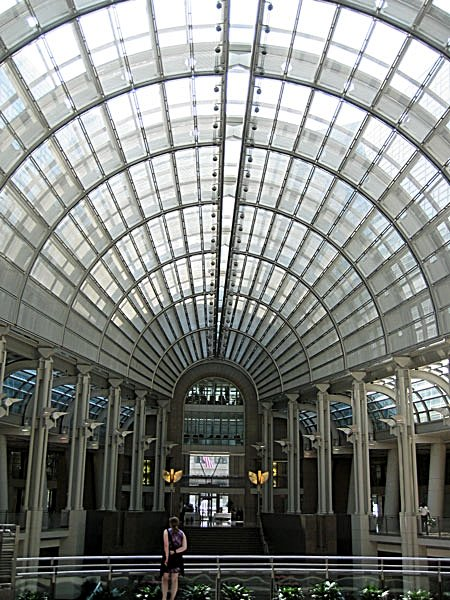
Vue de la partie commune